# F.B.C. Union ClodiaSottomarina 1975-1976
Questa voce raccoglie le informazioni riguardanti il F.B.C. Union ClodiaSottomarina nelle competizioni ufficiali della stagione 1975-1976.

## Rosa
| N. |                   | Ruolo | Calciatore          |
| -- | ----------------- | ----- | ------------------- |
|    | Italia (bandiera) | A     | Pierangelo Basili   |
|    | Italia (bandiera) | A     | Giorgio Bellemo     |
|    | Italia (bandiera) | D     | Gianni Biasio       |
|    | Italia (bandiera) | C     | Alberto Canduzzi    |
|    | Italia (bandiera) | C     | Furio Flora         |
|    | Italia (bandiera) | P     | Giuseppe Fongaro    |
|    | Italia (bandiera) | D     | Livio Gardiman      |
|    | Italia (bandiera) | A     | Gianni Inferrera    |
|    | Italia (bandiera) | D     | Carmine Lomonte     |
|    | Italia (bandiera) | C     | Maurizio Mazzarella |
|    | Italia (bandiera) | D     | Guido Monari        |

| N. |                   | Ruolo | Calciatore            |
| -- | ----------------- | ----- | --------------------- |
|    | Italia (bandiera) | P     | Francesco Navazzotti  |
|    | Italia (bandiera) | D     | Claudio Onofri        |
|    | Italia (bandiera) | C     | Livio Pin             |
|    | Italia (bandiera) | P     | Rino Rado             |
|    | Italia (bandiera) | D     | Stefano Serami        |
|    | Italia (bandiera) | C     | Giorgio Skoglund (II) |
|    | Italia (bandiera) | C     | Massimo Tassara       |
|    | Italia (bandiera) | C     | Albertini Tiozzo      |
|    | Italia (bandiera) |       | R. Tiozzo             |
|    | Italia (bandiera) | D     | Ernesto Varnier       |
|    | Italia (bandiera) | A     | Antonio Visentin      |